# 哈蒙特
哈蒙特（荷蘭語：Hamont，荷蘭語發音：[ˈɦaːmɔnt]）是比利时弗拉芒大區林堡省的一个城镇。哈蒙特原为一独立市镇，1977年，哈蒙特与市镇阿赫尔合并为市镇哈蒙特-阿赫尔。